# Lockhart, New South Wales
Lockhart är en ort i Australien. Den ligger i kommunen Lockhart och delstaten New South Wales, i den sydöstra delen av landet, omkring 440 kilometer väster om delstatshuvudstaden Sydney.
Trakten runt Lockhart är nära nog obefolkad, med mindre än två invånare per kvadratkilometer.. Lockhart är det största samhället i trakten.
Trakten runt Lockhart består till största delen av jordbruksmark. Genomsnittlig årsnederbörd är 607 millimeter. Den regnigaste månaden är februari, med i genomsnitt 83 mm nederbörd, och den torraste är oktober, med 25 mm nederbörd.